# Mojster zloženih peruti

Mojster zloženih peruti (COBISS) je zbirka kratke proze Iztoka Geistra, izšla je leta 2003 pri Mladinski knjigi. 

## Vsebina
Zbirko sestavlja osemnajst proznih besedil, ki so naslovljena glede na temo. Avtor uporablja veliko arhaizmov. Dogajalni prostori so le nakazani, časovne opredelitve pa so zabrisane. Bistvena so predvsem duševna in psihična stanja. Začetna zgodba govori o potici, končna pa o ukvarjanju z mislijo na posmrtno življenje. Vmes je zmes zgodb o resnici in laži, o političnem delovanju, o spačenem in zgroženem pogledu na naravo, naslovna zgodba pa govori o temeljnem razmerju med stvarjo in stvarnikom. 